# Jharrel Jerome
Jharrel Jerome (New York, 9 ottobre 1997) è un attore statunitense.

## Biografia
È noto per aver recitato nel film Moonlight (2016) diretto da Barry Jenkins e per aver interpretato il ruolo di Korey Wise nella mini serie televisiva When They See Us (2019) prodotta e diretta dalla regista Ava DuVernay per Netflix, interpretazione che gli è valsa il premio quale Miglior attore protagonista in una miniserie o film per la televisione ai Premi Emmy 2019.

## Filmografia

### Cinema
- Moonlight, regia di Barry Jenkins (2016)
- First Match, regia di  Olivia Newman (2018)
- Monster, regia di Anthony Mandler (2018)
- Selah and the Spades, regia di Tayarisha Poe (2019)
- Concrete Cowboy, regia di Ricky Staub (2020)
- Inarrestabile (Unstoppable), regia di William Goldenberg (2024)

### Televisione
- Mr. Mercedes – serie TV, 28 episodi (2017-2019)
- When They See Us, regia di Ava DuVernay – miniserie TV, 3 puntate (2019)
- Sono vergine (I'm a Virgo), regia di Boots Riley – miniserie TV (2023)
- Full Circle, regia di Steven Soderbergh – miniserie TV, 5 puntate (2023)

## Riconoscimenti
- Primetime Emmy Awards
  - 2019 - Migliore attore protagonista in una miniserie o film - When They See Us

## Doppiatori italiani
Nelle versioni in italiano delle opere in cui ha recitato, Jharrel Jerome è stato doppiato da:
- Alex Polidori in Moonlight, Mr. Mercedes
- Federico Boccanera in When They See Us, Monster
- Federico Bebi in Concrete Cowboy, Inarrestabile
- Emanuele Ruzza in Full Circle
- Manuel Meli in Sono vergine